# Emmanuel Franck Biya
Emmanuel Franck Biya (nascido em 21 de agosto de 1971, em Yaoundé, Camarões) é um empresário e empreendedor camaronês. Ele é o filho mais velho do presidente dos Camarões, Paul Biya.

## Carreira
De 1997 a 2004, Emmanuel Franck Biya tornou-se sócio da madeireira I.N.G.F. A empresa também será alvo de críticas em 2003 por derrubar árvores em áreas fora dos limites da concessão florestal. Tal situação advém de um perímetro de zona de exploração madeireira mal regulamentado. Em 2004, fundou a empresa de investimentos Venture Capital plc. Como parte da recuperação da Camtel, uma das suas empresas financeiras comprou títulos de dívida da Camtel em 2005 e depois revendeu-os ao governo com um ganho de capital em 2006. Associações denunciam uma operação de enriquecimento sob fundos públicos, acusações que nenhum tribunal deu seguimento.
Durante as eleições presidenciais camaronesas de 2011, apareceu regularmente nas reuniões políticas do seu pai. Especulou-se que seria candidato às eleições presidenciais de 2018, mas não se candidata.
Em 2021, vários artigos de imprensa falam de grupos que o promovem como um potencial substituto do seu pai à frente dos Camarões.
Em Novembro de 2023, Emmanuel Franck Biya participou numa reunião do partido Reunião Democrática do Povo de Camarões (RDPC) da França que prestou apoio ao candidato natural deste partido nas eleições presidenciais camaronesas de 2025.

## Vida pessoal
Emmanuel Franck Biya é o filho mais velho de Paul Biya e Jeanne-Irène Biya, falecida esposa do presidente camaronês. Ele é casado e pai de quatro filhos.